# Gulfstream G200
El Gulfstream G200, anteriormente conocido como IAI Galaxy, es un avión ejecutivo bimotor diseñado por la compañía israelí Israel Aerospace Industries, y producido posteriormente por la compañía estadounidense Gulfstream Aerospace.  El Gulfstream G280, anteriormente denominado como G250, desarrollada a partir del G200. Uno de estos aviones es usado por el conocido futbolista portugués Cristiano Ronaldo

## Especificaciones (G200)
Referencia datos: Gulfstream G200 data

### Características generales
- Tripulación: 2
- Capacidad: 8 pasajeros
- Carga: -
- Longitud: 19 m (62,2 ft)
- Envergadura: 17,7 m (58,1 ft)
- Altura: 6,5 m (21,4 ft)
- Superficie alar: 34,3 m² (369,2 ft²)
- Peso vacío: 8709 kg (19 194,6 lb)
- Peso cargado: -
- Peso útil: -
- Peso máximo al despegue: 16 080 kg (35 440,3 lb)
- Planta motriz: 2× turborreactores Pratt & Whitney Canada PW-306A.
  - Empuje normal: 26,4 kN (2692 kgf; 5935 lbf) de empuje cada uno.

### Rendimiento
- Velocidad máxima operativa (Vno): 900 km/h (559 MPH; 486 kt)
- Velocidad crucero (Vc): 850 km/h (528 MPH; 459 kt)
- Alcance: 6300 km (3402 nmi; 3915 mi)
- Techo de vuelo: 13 700 m (44 948 ft)